# Ortwin Peithmann
Ortwin Peithmann (* 4. Juni 1946 in Vlothoer Ortsteil Valdorf) ist ein deutscher Ingenieur für Raumplanung. Er war zuletzt Professor für Raumplanung an der Carl von Ossietzky Universität Oldenburg.

## Leben
Ortwin Peithmann hat von 1969 bis 1974 Raumplanung an der Universität Dortmund studiert. Nach vier Jahren als Wissenschaftlicher Assistent am Fachgebiet Landesplanung der Abteilung Raumplanung der Universität Dortmund wechselte er 1978 in den Dienst des Niedersächsischen Innenministeriums (damals Oberste Landesplanungsbehörde, Aufgabenbereiche: Statistik, Raumanalyse, Raumordnungsbericht, EDV-Einsatz in der Landesplanung). 1986 wechselte Peithmann in das im gleichen Jahr gegründete Niedersächsische Umweltministerium. Er nahm dort diese Aufgaben wahr: Grundsatzfragen, Freiwilliges Ökologisches Jahr, Landwirtschaft, Verkehr.
1986 promovierte er an der Technischen Universität Dortmund mit der Arbeit „Krise der Regionalplanung. Ursachenstruktur und Lösungsansätze“ zum Dr-Ing.
Von 1990 bis 1994 erhielt er einen Lehrauftrag für Raumordnung und Landesplanung im Fach Geographie an der Universität Göttingen. Zum WS 1993/1994 übernahm er eine Lehrstuhlvertretung in der Hochschule Vechta, wo er 1995 zum Professor für das Fach 'Raumplanung' ernannt wurde. Sein Lehrangebot galt damals Studierenden in den Studiengängen 'Umweltmonitoring' und 'Sozialwissenschaften', ab 1996 auch 'Umweltwissenschaften'. Peithmann war Leiter der Abteilung 'Raumplanung/Regionalwissenschaften' im 'Institut für Umweltwissenschaften'.
In den Jahren 2002 bis 2004 war Peithmann Präsident der Hochschule Vechta (heute „Universität Vechta“). Während seiner Tätigkeit konnten der Erhalt der Hochschule sichergestellt und eine Neustrukturierung der Lehr- und Forschungsschwerpunkte der Hochschule beschlossen werden.
Im Jahr 2003 entschloss sich das Land Niedersachsen zur Verlagerung der Umweltwissenschaften an eine andere Hochschule in Niedersachsen. Die Abteilung 'Raumplanung/Regionalwissenschaften' wurde zum WS 2005/2006 an die Universität Oldenburg verlagert. Peithmann bildete dort bis zu seiner Pensionierung im Jahr 2011 die 'Arbeitsgruppe Raumplanung' im 'Institut für Biologie und Umweltwissenschaften'.
Er ist seit November 2009 Mitglied im „Zentrum für Nachhaltige Raumentwicklung in Oldenburg (ZENARiO)“, an dessen Gründung er beteiligt war.

## Publikationen (Auszug)
- PEITHMANN, O. (2010): Planning Problems in Areas of Intensive Landscape Change, in: MOSE, I. u. a. (Hrsg.): Globalization and Rural Transitions in Germany and the UK, Göttingen,  S. 117–126.
- PEITHMANN, O. (2008): Ein Raum – ein Plan. Vorschlag für eine Reform der Raumnutzungsplanung, Raumforschung und Raumordnung, 66. Jg., Heft 5, S. 429–439.
- MOSE, I./PEITHMANN, O./SCHAAL, P. (2007): Probleme der Intensivlandwirtschaft im Oldenburger Münsterland – Lösungsstrategien im Widerstreit der Interessen, in: ZEPP, Harald (Hrsg.): Ökologische Problemräume Deutschlands, Darmstadt, S. 133–156.
- GASCHICK, V. / KÜHNE, F. / PEITHMANN, O. / TUROWSKI, G. (2006): Machbarkeitsstudie zum Projektvorschlag „Modellregion Ressourcenmanagement / Mulitfunktionale Landwirtschaft“ zum ZukunftsForum des Landkreises Emsland (Handlungsprogramm 2004), Oldenburg, Oktober.
- Liste der Publikationen auf der Website der Universität Oldenburg